# 卡普羅尼-坎皮尼N.1
卡普羅尼-坎皮尼N.1（Caproni Campini N.1） ，也称为CC2 ，是意大利飞机制造商卡普羅尼于 20 世纪 30 年代制造的实验性喷气式飞机。 N.1 于 1940 年首飞時曾經被認為是史上首架成功的噴射式飛機；當時還不知道一年前德国Heinkel He 178已經試飛成功。 
1931 年，意大利航空工程师Secondo Campini發表了他對噴射推進的研究，包括一项稱為使用热力喷气推動飛機的提案。 在威尼斯展示噴射推進的小船之后，坎皮尼获得了意大利政府的初始合同，以开发和制造他設計的发动机。 1934 年，義大利空军批准继续生产两架原型噴射機。为了生产这架被正式命名为N.1的飞机，坎皮尼与卡普羅尼公司合作。
N.1 的動力來自於熱噴射引擎，这种喷气发动机的压缩机由传统的往复式发动机驱动。 1940 年 8 月 27 日，N.1 在米兰郊外塔列多的卡普罗尼工厂进行了首飞，由馬力歐‧德‧贝尔纳迪（Mario de Bernardi）驾驶。 1941 年 11 月 30 日，德·贝尔纳迪和工程师乔瓦尼·佩达斯（Giovanni Pedace）驾驶第二架原型机从米兰的利納特机场飞往罗马的吉多尼亚機場，这是一場公關活動，包括飞越罗马市，以及接受意大利总理贝尼托·墨索里尼招待。 N.1 的测试一直持续到 1943 年，因盟军入侵意大利而中断。
N.1 被视为航空业的一个重要里程碑（直到 He 178 更早試飛的消息公布），但性能并不令人印象深刻。它比当时许多传统飞机要慢，而熱噴射引擎推力不足以为战斗机提供足够的性能。坎皮尼後續的設計（如Reggiane Re.2007）改用德国提供的涡轮喷气发动机。因此，N.1 计划並未衍生出實戰用的飞机，而且熱噴射引擎很快就被更强大的涡轮喷气发动机所取代。两架 N.1 有一架保存下來。

## 背景
1931 年，意大利航空工程师Secondo Campini向意大利空军提交了一份关于喷气推进潜力的报告，其中包括他称为热喷射的提案。同年，坎皮尼与他的两个兄弟成立了一家公司，名为“Velivoli e Natanti a Reazione”（意大利语「喷射機與船」），以开发这种发动机。 1932年4月，该公司在意大利威尼斯展示了一艘喷射推进船。该船的最高航速为28節（32英里每小時；52每小時） ，与裝配類似输出的传统发动机的船只相当。资助该船开发的意大利海军没有下订单，也否决了在意大利境外出售该设计。  
1934 年，意大利空军批准开发兩架原型机以及静态试验台，以實驗喷射机的原理并探索潜在的军事应用。 由于他的公司缺乏此类努力所需的工业基础设施，坎皮尼与较大的卡普罗尼公司合作，由后者为原型机提供所需的材料援助。 坎皮尼开发了他的设计，意大利空军将其正式命名为N.1 。 
历史学家纳撒尼尔·爱德华兹（Nathanial Edwards）将意大利早期喷气式飞机开发工作的相对开放性，對比於其他国家的高度保密。 他推测，这是因为意大利政府希望被视为拥有现代化、先进的航空工业，渴望通过这些成就提升国家声誉。爱德华兹認為政治壓力要求加速計畫，使意大利成为世界上首先推出噴射飛機的的國家，但這破壞了N.1 设计的实用性。 

## 设计

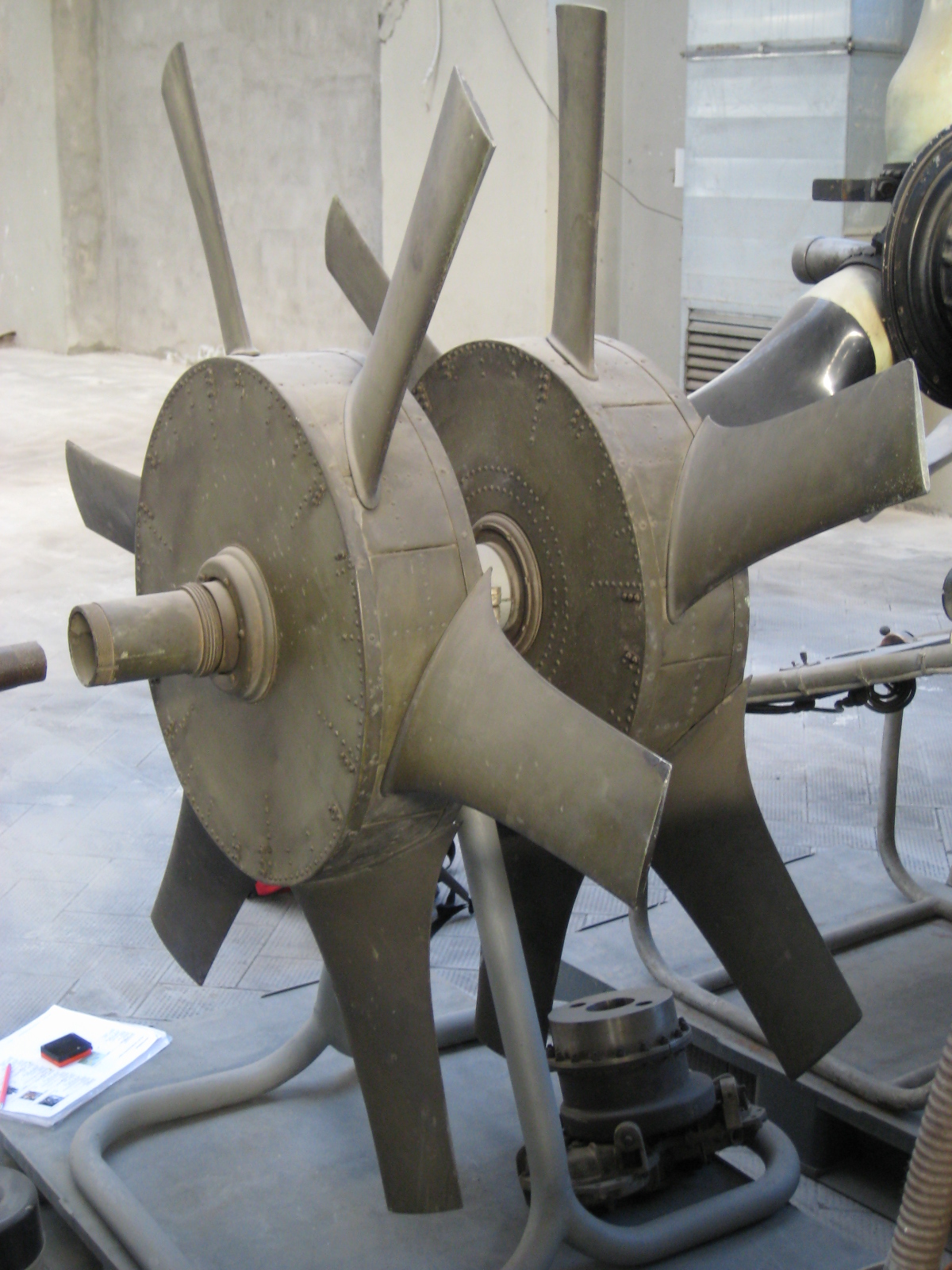
CC2 压缩机的前两级

Caproni Campini N.1 是一架实验飞机，目標在於展示喷气推进與用於飛機引擎的實用性。機身是完全由硬铝制成的单翼飞机，機翼椭圆形。第一架原型機無加壓艙，第二架則有。不過試飛後很快发现，由于動力系統發熱過大，必須一直打開座舱盖以散熱。 
N.1 的发动机与后来生产的涡轮喷气发动机和涡轮风扇引擎有很大不同。 关键区别在于，本引擎的三級可變衝量压缩机（位于驾驶舱前方）由传统的液冷式活塞发动机（出力900匹馬力）。 压缩机提供的气流先用於冷卻引擎，之後再與引擎的废气混合，這樣可以回收传统活塞引擎與螺旋桨设计中浪费的大部分热能。然后，环形燃烧器将燃料注入气流中，點燃後經排气喷嘴噴出，以进一步增加推力。  
实际上，发动机在不启动后燃器的情况下提供了足够的推力供飛行，這樣的设计有点类似于加有後燃器的涵道風扇。 但管道尺寸相对较小限制了流量，从而限制了发动机的推进效率。在现代设计中，这是通过高总压力比来抵消的，而 N.1 无法实现这一点，因此导致相对较低的推力和较差的燃油效率。 使用静态试验台进行的地面测试顯示推力約為700 kgf（1,500 lbf） 。 

## 使用历史
首飛於1940年8月27日，由試飛員馬力歐‧德‧贝尔纳迪在卡普羅尼位於米蘭郊外設施進行；他後來進行了大多數試飛 。該次試飛為時約10分鐘，德‧贝尔纳迪將油門維持在半速以下，試飛的速度低於362公里。 
由於德國方面保密Heinkel He 178噴射機於一年前的首飛，国际航空联合会 (Fédération Aéronautique Internationale)将 N.1 记录为喷气式飞机的首次成功飞行。 
第一架原型机的試飛發現了几个问题。如果為了承受高负载压力而强化机身，引擎的推力就不足以实现预期性能。 发动机产生大量热量，迫使飞行员在需要一直打开座舱以散熱，也增加了阻力。 根据航空作家斯特林·迈克尔·帕维莱克（Sterling Michael Pavelec）的说法，N.1「笨重且动力不足」，而使用傳統引擎的Caproni Vizzola F.4速度更快；他将此归因于義大利资源有限，开发项目资金不足。

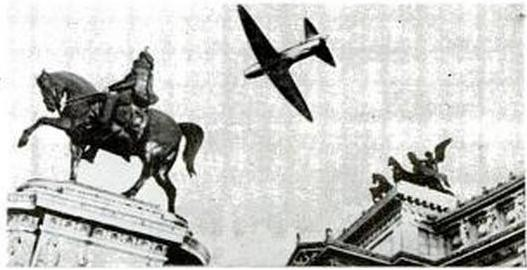
N.1飛過罗马上空

1941 年 11 月 30 日，第二架原型机由德贝尔纳迪 驾驶，乔瓦尼·佩达斯 (Giovanni Pedace) 作为乘客，从米兰利纳特机场飞往罗马吉多尼亚机场，这是一场广为人知的活动，其中包括飞越罗马並由意大利总理主持招待这是第一次試飛範圍以外的噴射式飛機飛行（雖然並未點燃後燃器），途中曾在比萨停留，可能是为了加油。 
苏联飞机设计局TsAGI获得了该发动机的一些细节，并开发了自己的发动机。  坎皮尼后来与另一家意大利飞机公司Reggiane合作，并与 Roberto Longhi 一起將Reggiane Re.2005改装熱噴射引擎成Re.2005R。速度本可以提高到 750 公里/小时（470 英里/小时），但油耗将达到近 1,000 升/小时（61 加仑/千米），几乎是 Re.2005 全油门正常油耗的四倍。
两架 N.1 原型机的测试一直持续到 1943 年。其中一架 N.1 在卡普罗尼工厂遭轰炸时被部分摧毁，而盟军入侵意大利后法西斯政府的垮台阻碍了该计划。意大利战败后，受损的原型机被运往英国法恩伯勒皇家航空研究院，后来于 1949 年在英国皇家空军牛顿基地报废
保存機陈列在罗马附近维尼亚迪瓦莱的意大利空军博物馆，在米兰国家科技博物馆展示仅有机身的地面测试台。 

## 规格
基本信息
- 空重：1,651（3,640英磅）
- 最大起飛重量：4,195（9,248英磅）

性能
- 最大速度：694每小時；432英里每小時（375節）
- 最大滑翔比：1

- 機組員: 2
- 長度： 13.1 m (43 ft 0 in)
- 翼展： 15.85 m (52 ft 0 in)
- 高度： 4.7 m (15 ft 5 in)
- 翼面積： 36 m2 (390 sq ft)
- 空重： 3,640 kg (8,025 lb)
- 最大起飛重量： 4,195 kg (9,248 lb)
- 發動機： 1 × motorjet , 推力 6.9 kN (1,600 lbf) （由出力 670 kW (900 hp) 的 Isotta Fraschini L.121 R.C.40 活塞引擎驅動三級可變衝量軸流壓縮機以及一個後燃器。

性能
- 最大空速： 375 km/h (233 mph, 202 kn)
- 最大高度： 4,000 m (13,000 ft)